# David Opango
 (avril 2014).
Si vous disposez d'ouvrages ou d'articles de référence ou si vous connaissez des sites web de qualité traitant du thème abordé ici, merci de compléter l'article en donnant les références utiles à sa vérifiabilité et en les liant à la section « Notes et références ».
David Opango Ramazani, né le 19 mars 1978 à Bujumbura, est un footballeur burundais. Il évolue aux postes de milieu défensif, défenseur central ou latéral.
David Opango a été sélectionné en équipe du Burundi.

## Carrière
Il commence sa carrière au Burundi avec le club amateur du Fantastique de Bujumbura, avant de quitter l'Afrique pour rejoindre l'Europe. Il atterrit dans le club du FC Moutier en Suisse.
Ce club lui permet d'exprimer toute l'étendue de son talent puisqu'il séduit les scouts suisses, et notamment ceux du club professionnel du FC Zurich où il reste 5 ans de 1997 à 2002, glanant au passage une coupe de Suisse en 2000. Il joue avec le FC Zurich quelques matches en Coupe de l'UEFA, et il évolue aux côtés de quelques footballeurs connus du circuit européen tels que l'ex-international buteur sud-africain Shaun Bartlett, l'ancien Rennais et Monégasque Shabani Nonda. Jean Jacques Edelye le capitain Olympique de Marseille ou bien encore Kanga Gauthier Akalé (ancien de l'AJ Auxerre, du RC Lens, et de l'Olympique de Marseille).Rachid Yekini le géant buteur Nigerian.
Durant sa carrière, David connaît des hauts (au niveau sportif) mais aussi des bas (avec de graves blessures). De par ces évènements survenus durant sa période professionnelle, David Opango est sans doute passé devant une belle et jolie carrière[réf. nécessaire]. En effet, à l'époque plusieurs émissaires de grands clubs européens[réf. nécessaire], tels que le FC Bâle, le Bayer Leverkusen, l'Udinese, le Milan AC, le Celtic Glasgow... se positionnement sur ce joueur au profil polyvalent. Son poste de prédilection reste le milieu du terrain mais il peut évoluer en défense centrale ou au poste de latéral.
En 2002, il décide de rejoindre le FC Aarau où il reste jusqu'en novembre 2006. Il évolue ensuite pour les clubs du FC Bienne et FC Zofingen, toujours en Suisse, avant de signer en 2008 dans le club du Limoges FC en France (Division d'Honneur et CFA ) SC Lubersac Football. FC Feytia CFA.

## Palmarès
- Vainqueur de la Coupe de Suisse en 2000 avec le FC Zurich

## Clubs successifs
- 1996-1997 : SUISSE FC Moutier
- 1997-1997 : BUMBLIZ FC SUISSE
- 1997-2002 : FC ZURICH SUISSE
- 2002-2006 : FC AARAU SUISSE
- 2006-2007 : FC BIENNE SUISSE
- 2007-2008 : FC ZOFINGEN SUISSE
- 2008-2012 : LIMOGES FC CFA FRANCE
- SC LUBERSAC FOOTBALL CFA FRANCE
- FC FEYTIA FOOT FRANCE
- 2012 BEFF ARGENTEUIL FRANCE ET

```
 SUISSE ARGOVIE SUISSE
```

- 2012 DIPLÔME BEFP SUISSE AARAU ET

```
  FRANCE SECTION FOOTBALL JUNIOR 
```

- 2014 COORDINATEUR ET ENCADREUR

```
 CENTRE PRO-FOOT TUNISIE
```

- Diplôme UEFA C
- Certificat D'ENTRAÎNEUR DE

```
   PERFORMANCE SUISSE 
```

- BREVET C BELGIQUE
- FORMATION NIVEAU 1,2,3,4 RÉGIONAL

```
   FRANCE 
```

- DIPLÔME ENTRAÎNEUR DE GARDIEN FOOT
- PRÉPARATEUR PHYSIQUE COACHING FC

```
  HERBERGEMENT FRANCE 
```

- COLLABORATEUR SPORTIF COACHING FC

```
  LA GARNACHE FRANCE DR
```

- ASSISTANT COACH TECHNIQUE FC

```
   PANAZOL DR FRANCE
```